# Radu Ghidău
Radu Ghidău (n. 5 mai 1973, Arad, Republica Socialistă România) este un avocat român, deputat în legislatura 1996–2000, ales în județul Arad pe listele partidului PNȚCD, vicepreședinte al Autorității pentru Valorificarea Activelor Statului (2012), între 11 noiembrie 2019 și 2 iulie 2025, a fost președintele partidului Alianța Național Țărănistă (ANȚ).

## Educație și activitate profesională
Radu Ghidău s-a născut la 5 mai 1973, în Arad, a urmat Școala Generală nr. 1, secția germană, iar în 1991 a absolvit Liceul Teoretic „Elena Ghiba Birta”, din Arad (Specialitatea Chimie-Biologie). Între 1991-1995 a urmat cursurile Facultății de Drept din cadrul Universității „Vasile Goldiș” din Arad, fiind licențiat în Drept al Universității Babeș-Bolyai din Cluj, Facultatea de Drept. Este doctor în drept al Universității Babeș-Bolyai din Cluj, specialitatea Istoria Dreptului Românesc, coordonatorul de doctorat fiind Prof. Univ. Dr. Docent Vladimir Hanga. Deține mai multe specializări post-universitare: Management Competitiv, Open University-CODECS, bursier al Fundației „Hans Seidel” din Germania (1995-1996); cursant al J.F. Kennedy School of Government de la Universitatea Harvard, bursier al Fundației „Socrate Kokkalis” din Grecia (1999).  
Și-a început cariera profesională ca avocat în Baroul Arad, în 1996 (suspendat din avocatură pe durata mandatului parlamentar și a mandatului de vicepreședinte al AVAS, iulie-noiembrie 2012) și ca preparator universitar la Catedra de Drept privat a Universității „Vasile Goldiș” din Arad, materia drept privat roman a Prof. Univ. Dr. Docent Vladimir Hanga. După mandatul parlamentar (1996-2000), își încheie studiile doctorale, revenind la catedră în 2003, la Universitatea „Aurel Vlaicu” din Arad, ocupând funcția de lector universitar, în cadrul Facultății de Științe Umaniste și Sociale, specialitatea Administrație publică (2003-2013), unde predă Dreptul muncii și protecției sociale și Drepturile omului. Revine în avocatură în 2005, fondând mai întâi un cabinet de avocatură, iar mai apoi o societate de avocatură, în București. În 2012, este numit vicepreședinte al Autorității pentru Valorificarea Activelor Statului (AVAS), pentru o perioadă de 4 luni și 3 zile.   
Începând cu decembrie 2020, realizează emisiunea „România comentează” pe canalul de YouTube PubLive TV.
În 2022 este propus de către partidul Alianța pentru Unirea Românilor (AUR) (fără a fi membru al acestui partid), ca și candidat pentru calitatea de judecător al Curții Constituționale. 
Actualmente, este avocat în Baroul București, conducând societatea de avocatură „Ghidău & Asociații”.

## Activitate politică
S-a înscris în Partidul Național Țărănesc Creștin Democrat (PNȚCD) în data de 05.V.1991, începând cu 1992 a deținut funcția de Vicepreședinte al Organizației de Tineret a PNȚCD Jud. Arad, apoi Președinte al Organizației de Tineret a PNȚCD Jud. Arad (1995-1997), Vicepreședinte al Organizației PNȚCD Jud. Arad (1996-2001), în 1996 este numit Coordonator al Biroului de presă și imagine al PNȚCD (6 luni), Vicepreședinte al Organizației Naționale de Tineret a PNȚCD (1997-1999), Secretar General Adjunct al PNȚCD (1999-2001).
În 11 noiembrie 2019, a fost ales Președinte al partidului „Alianța Național Țărănistă” (ANȚ), o structură politică de dreapta, de sorginte creștin-democrată, întemeiată pe următoarele principii: morală creștină, patriotism luminat, democrație adevărată și dreptate socială.
În luna mai 2020, a fost desemnat de către Alianța Național Țărănistă (ANȚ) ca și candidat al partidului pentru Primăria generală a Municipiului București. Programul de candidatură a fost centrat în jurul modernizării capitalei, prin instituirea unei administrații locale unice, prin renunțarea la primarii și viceprimarii de sector și consiliile locale. Sloganul de campanie a fost: „București. Un Oraș. Un Primar”.
În 24 ianuarie 2023, la Iași, a semnat în numele Alianța Național Țărănistă (ANȚ) o alianță politică cu Alianța pentru Unirea Românilor (AUR), numită Alianța AUR. Alături de Partidul AUR și Alianța Național Țărănistă (ANȚ) protocolul a fost semnat și de către Partidul Republican din România (PRR). Cele trei partide urmau să candideze la alegerile din 2024 pe liste comune, sub denumirea de Alianța AUR. Cu toate acestea, în urma deciziei structurilor de conducere a Alianței Național Țărăniste (ANȚ) de la data de 2 martie 2024 privind protocolul semnat în vederea constituirii Alianței AUR, acest protocol a fost denunțat de către Alianța Național Țărănistă (ANȚ), din cauza neseriozității liderului AUR George Simion.

## Activitate parlamentară
În 1996, la 23 de ani, este ales deputat în Parlamentul României, fiind cel mai tânăr deputat din istoria PNȚCD. În cadrul Camerei Deputaților a fost membru al Comisiei de Muncă și Protecție Socială (1996-1998), membru al Comisiei pentru Apărare, Ordine Publică și Siguranță Națională (1998-2000) și primul președinte al Comisiei pentru Regulament (1999-2000), la a cărei înființare a contribuit.
Autor și coautor al propunerilor legislative: 
- „Lege pentru sprijinirea tinerelor familii”;
- „Lege pentru reglementarea situației imobilelor naționalizate cu destinație comercială”;
- „Lege pentru urgentarea urmăririi penale a celor care au comis fapte de reprimare a Revoluției din 1989”;
- „Propunere legislativă privind modificarea și completarea Legii nr.68/1992 pentru alegerea Camerei Deputaților și Senatului”;
- „Propunere legislativă pentru modificarea Legii nr.42/1990 pentru cinstirea eroilor - martiri și acordarea unor drepturi urmașilor acestora, răniților, precum și luptătorilor pentru victoria Revoluției din Decembrie 1989, republicată în Monitorul Oficial partea I, nr. 198/23 aug. 1996”.